# Eliza Wigham
Pour les articles homonymes, voir Wigham.
Elizabeth (Eliza) Wigham, née à Édimbourg le 23 février 1820 et morte à Dublin le 3 novembre 1899, est une suffragiste et abolitionniste britannique. Elle participe à plusieurs campagnes visant à obtenir des droits civiques pour les femmes britanniques. 

## Biographie
Son père, John Tertius Wigham, est fabricant de châles de coton, et sa mère est Jane Richardson. Sa famille vit au 5 South Gray Street, Newington, Édimbourg. Les Wigham appartiennent à un réseau quaker anti-esclavagiste également présent à Glasgow, Newcastle et Dublin. L'un de ses frères, John Richardson Wigham (1829-1906), est un ingénieur connu pour ses recherches sur l'éclairage au gaz. La mère d'Eliza et sa sœur aînée meurent en 1830, et son plus jeune frère en 1831. Son père se remarie avec Jane Wigham, originaire de Glasgow où elle était active en faveur du droit de vote des femmes et de l'abolition de l'esclavage.
En juin 1840, Eliza Wigham assiste à la convention mondiale contre l'esclavage à Londres, avec Elizabeth Pease Nichol (en). D'autres militants, britanniques comme Lucy Townsend et Mary Anne Rawson et américaines comme Lucretia Mott et Elizabeth Cady Stanton y assistent également. Les femmes déléguées sont assises à part des hommes. Elle publie The Anti-Slavery Cause in America and its Martyrs, un livre destiné à influencer le gouvernement britannique sur la question de l'esclavage, alors que l'appui apporté par le Royaume-Uni aux États confédérés durant la guerre de Sécession pouvait amener le royaume à soutenir l'esclavage aux États-Unis.
En 1863, Eliza Wigham fait partie du comité de la Ladies' London Emancipation Society créée par Clementia Taylor, avec Mary Estlin. Eliza Wigham, sa belle-mère Jane Wigham, et plusieurs de leurs amies fondent la succursale pour Édimbourg de la National Society for Women's Suffrage, qui prend le nom d'Edinburgh National Society for Women's Suffrage. Eliza Wigham et Agnès McLaren en deviennent les secrétaires, Priscilla Bright McLaren prend la présidence, et Elizabeth Pease est la trésorière,.

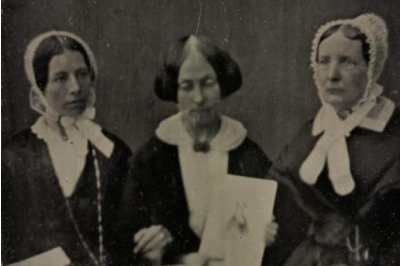
De gauche à droite : Eliza Wigham, Mary Estlin et Jane Wigham (1850).

Elle est très active dans la Société des Amis, et très engagée dans la Scottish Christian Union (SCU), filiale du mouvement British Women Temperance Association, qui lutte contre l'alcoolisme mais milite également en faveur du suffrage féminin. Elle est vice-présidente de la Scottish Christian Union de sa création en 1876 jusqu'à 1898. Elle est aussi active pour améliorer les conditions de vie dans les hospices (les workhouses), avec Elizabeth Fry, dont elle a fait la connaissance à une réunion quaker à Londres. Elle visite régulièrement l'hospice St Cuthbert's, dans le quartier de Canongate, à Édimbourg. 
Eliza Wigham participe également à la campagne pour l'abrogation des lois visant à lutter contre la prostitution. Nommée secrétaire du comité d'Édimbourg, elle est en 1869 l'une des 19 femmes à voter la pétition contre les Contagious Diseases Acts. L'association Ladies National Association for the Repeal of the Contagious Diseases Acts est créée en réponse à ces lois qui sont finalement abrogées en 1886.
Sa belle-mère meurt en novembre 1888, et son frère en 1897. Elle vend la maison familiale et s'installe en mai 1898 auprès de sa sœur Mary Wigham Edmundson devenue veuve, à Foxrock, près de Dublin. Elle s'affaiblit progressivement, et meurt en novembre 1899.

## Publications
- Anti-Slavery Cause in America and its Martyrs, Londres, A.W. Bennett, 1863 (rééd. Cambridge University Press, 2015, 182 p.  (ISBN 9781108075640)

## Hommages
Un livre d'hommage est publié en souvenir d'elle. En 2015, des historiens d'Édimbourg prennent une initiative visant à faire reconnaître l’œuvre de quatre femmes dont le nom est lié aux causes suffragistes et abolitionnistes de la ville : outre Eliza Wigham, il s'agit d'Elizabeth Pease Nichol, Priscilla Bright McLaren et Jane Smeal, « quatre héroïnes “oubliées” de l'histoire écossaise ».